# Rodengo-Saiano
Rodengo-Saiano – miejscowość i gmina we Włoszech, w regionie Lombardia, w prowincji Brescia.
Według danych na rok 2019 gminę zamieszkiwało 9841 osób, 765,24 os./km².